# Moesha Johnson
Moesha Johnson, född  19 september 1997 i Tweed Heads, är en australisk simmare.

## Karriär
Moesha Johnson tog brons i lagtävlingen av öppet vatten vid VM 2023 och guld i samma tävling vid VM 2024. Vid OS 2024 tog hon silver på 10 kilometer öppet vatten.